# 菱刈町
菱刈町（ひしかりちょう）は、鹿児島県の北部にあった町。2008年11月1日に大口市と合併して伊佐市となった。

## 地理
鹿児島県北部の内陸部に位置する。鹿児島県ではあるが、内陸の盆地であるため特に冬場は気温が零下まで下がり降雪も多く、大口市や霧島市福山町上場地区とともに「鹿児島の北海道」といわれる。
- 川：川内川

### 隣接していた自治体
- 大口市
- 薩摩郡さつま町
- 姶良郡湧水町
- 宮崎県えびの市

## 歴史

### 近現代
- 1889年（明治22年）4月1日 - 菱刈郡前目村・田中村・川北村・徳辺村・重留村・下手村、北伊佐郡市山村・花北村が合併して菱刈郡菱刈村となる。
  - 南浦村, 荒田村, 川南村, 里村, 針持村が合併して菱刈郡太良村となる。
- 1891年（明治24年）8月x日 - 太良村が東太良村と西太良村（のちの大口市，現伊佐市）に分裂。
- 1897年（明治30年）4月1日 - 菱刈郡と北伊佐郡が合併して伊佐郡となる[1]。
- 1925年（大正14年）2月11日 - 東太良村が本城村に改称。
- 1940年（昭和15年）4月29日 - 菱刈村が町制施行して菱刈町となる。
- 1954年（昭和29年）7月15日 - 伊佐郡本城村と対等合併し、新町制による菱刈町となる。
- 2008年（平成20年）11月1日 - 大口市と合併して伊佐市となり廃止。

## 行政
- 町長：神園勝喜

## 経済

### 産業
- 鉱業（菱刈鉱山）
町の東側に金鉱石・銀鉱石の鉱脈が広がっており、住友金属鉱山の手で菱刈鉱山が開設され、採掘が行われている。現在、日本の金産出量の大半を菱刈金山が占めている。鉱石単位重量当りの金の含有量、金品位は世界一である。
- 農業
米（伊佐米）の栽培と、伊佐米による焼酎「伊佐大泉」の醸造が盛ん。
鹿児島県に唯一のカントリーエレベーターを設置している。

## 姉妹都市・提携都市

### 国内
- 鹿児島県西之表市
  - 1962年11月10日姉妹都市提携

## 地域

### 教育

#### 中学校
町立
- 菱刈町立菱刈中学校

#### 小学校
町立
- 菱刈小学校
- 本城小学校
- 南永小学校
- 田中小学校
- 湯之尾小学校

## 交通
- 最寄り空港は鹿児島空港。
- 最寄り駅は吉松駅または栗野駅。
  - 町制施行前の1921年から1988年までは山野線が町域を通過しており、西菱刈駅・菱刈駅・前目駅・湯之尾駅の4駅が設置されていた。

### バス路線

#### 一般路線バス
- 南国交通
  - 大口市 - 菱刈町 - 湧水町（栗野・吉松）

### 道路
- 高速道路の最寄りインターチェンジは九州自動車道栗野インターチェンジ。

#### 一般国道
- 国道268号

## 名所・旧跡・観光スポット・祭事・催事
- 湯之尾温泉
- 湯之尾滝 （ガラッパ公園）
- 菱刈鉄道記念公園（旧国鉄山野線菱刈駅）
- 箱崎神社

## 菱刈町出身の有名人
- 榎木孝明（俳優）